# وینو ۷۶۵۱
سیارک ۷۶۵۱ (به انگلیسی: 7651 Villeneuve، نامگذاری:1990VD6) هفت هزار و ششصد و پنجاه و یکمین سیارک کشف شده‌است که در ۱۵ نوامبر ۱۹۹۰ کشف شد.
قدر مطلق سیارک برابر ۱۳٫۲۰ است.